# اودتا
اودِتا هولمز (به انگلیسی: Odetta Holmes) (زادهٔ ۳۱ دسامبر ۱۹۳۰-درگذشتهٔ ۲ دسامبر ۲۰۰۸) که بیشتر با نام کوچکش شناخته می‌شود خواننده، ترانه‌سرا، گیتاریست، هنرپیشه و فعال اجتماعی و حقوق بشر اهل آمریکا بود. سبک موسیقایی اودتا موسیقی فولک آمریکایی، جَز، بلوز و موسیقی روحانی سیاهان آمریکا را شامل می‌شود.
او یکی از چهره‌های مهم احیای موسیقی فولک آمریکایی در دهه‌های ۱۹۵۰ و ۶۰ میلادی بود و هنرمندان هم‌سبکش مانند باب دیلن، جوآن بائز، مِیویس استِیپلز و جنیس جاپلین که پس از اودتا طهور کردند از او تأثیر گرفته‌اند. فیلیپ ون ویک در وبگاه آل‌میوزیک از اودتا به‌عنوان "یکی از قوی‌ترین صداهای موسیقی فولک و جنبش حقوق مدنی آمریکا" یاد کرده‌است.
مجلهٔ تایم اجرای قطعهٔ «این چکش را بردار» توسط اودتا را جزو یکی از ۱۰۰ ترانهٔ برتر همهٔ زمان‌ها فهرست کرده‌است. رزا پارکس یکی از هواداران جدی اودتا بوده و مارتین لوتر کینگ از او با عنوان «ملکهٔ موسیقی فولک آمریکایی» یاد کرده‌است.
اودتا طی دوران فعالیت هنری‌اش ۲۰ آلبوم استودیویی، ۸ آلبوم اجرای زنده و ۱۱ آلبوم برگزیدهٔ آثار منتشر کرد و در تعداد زیادی فیلم و سریال نقش‌آفرینی کرد. او ۱ ماه پیش از تولد ۷۸ سالگی‌اش بر اثر نارسایی قلبی درگذشت.